# Rifugio Zamboni-Zappa
Il rifugio Zamboni-Zappa è un rifugio situato nel comune di Macugnaga (VB), in valle Anzasca, nelle Alpi Pennine, a 2070 m s.l.m.

## Storia
Il rifugio Zamboni fu costruito nel 1925 dalla SEM (Società Escursionisti Milanesi), si trattava di un piccolo edificio al quale, per soddisfare la crescente affluenza di alpinisti ed escursionisti, fu accostato nel 1954 il rifugio Zappa. Il risultato fu l'attuale rifugio dedicato a Rodolfo Zamboni e Mario Zappa.

## Caratteristiche e informazioni
Il rifugio è adagiato sulla piana dell'alpe Pedriola, un'ampia conca prativa solcata dall'omonimo torrente e delimitata da una parte dalla morena laterale del ghiacciaio del Belvedere, dall'altra dalle pendici del pizzo Bianco.
La struttura estiva dispone di 72 posti letto, disposti su due piani. Il pernottamento è in camerette da 4 o da 6 posti con lavandino in camera. Doccia calda e servizi al piano.

## Accessi
Dalla frazione Pecetto di Macugnaga, passando per l'alpe Burki e il rifugio Cai Saronno, si raggiunge la stazione terminale della seggiovia in località Belvedere (m. 1914, 2 ore); da qui, costeggiando l'imponente apparato morenico del ghiacciaio del Belvedere, si raggiunge l'alpe Pedriola e il rifugio (45 min.).
Oppure prima dell'alpe Burki (dove finisce il primo tratto della seggiovia) si attraversa il torrente a sinistra su guado in pietra e si sale verso l'alpe Rosareccio e successivamente ai piani alti di Rosareccio (il percorso è ben segnalato con tratti di vernice giallorossi). A destra del vecchio impianto di risalita abbandonato si diparte il sentiero che con un percorso molto facile e panoramico conduce al rifugio (2 ore circa).

## Traversate
- Al bivacco Lanti in Val Quarazza, per il percorso Terzaghi, ore 6-7 (EE/F)

## Ascensioni
- Pizzo Bianco (m. 3215), ore 4 (F)
- Punta Battisti (m. 2754), ore 2,30 (percorso attrezzato: EE/F)
- Punta Grober (m. 3467), ore 5 (PD+)
- Punta Gnifetti (m. 4554)
- Punta Tre Amici (m. 3620)